# Luc Baba
Œuvres principales
La Cage aux cris
Tout le monde me manque
Elephant Island
Luc Baba, né en 1970 à Liège, est un écrivain belge. Il est également comédien, animateur d’ateliers d’écriture, chanteur et professeur d'anglais à Liège.

## Carrière littéraire
Luc Baba est l'auteur d'une quinzaine de romans publiés chez Luce Wilquin, Mijade, Averbode, Thierry Magnier, et Belfond en 2016. Encouragé par le professeur Jacques Dubois, il voit son premier roman, La cage aux cris, obtenir en 2001 le prix Pages d'or. Luc Baba est au préalable lauréat du prix Liège Jeunes auteurs.
Il écrit également pour le théâtre et la chanson. Il joue de la comédie, le drame, de l'opérette, chante Léo Ferré, Jacques Brel et Georges Brassens. Il interprète en 2000 un monologue de sa plume : Pauvre diable. L'une de ses pièces de théâtre, Le jardin des fous, est jouée au théâtre du Colombier. En 2002, il écrit le monologue Vierge des pauvres, merci ! (mis en scène et en musique par les 2 interprètes - comédienne et musicien), joué sous le titre "Je ne suis pas tellement d'accord" . Il signe en 2015 un hommage aux langues du monde dans le spectacle Tu parles, qu'il interprète en Belgique et à Paris en compagnie du musicien Quentin Léonard.         
Pour les plus jeunes, Luc Baba publie trois biographies, sur Jacques Brel, Charlie Chaplin, et Léo Ferré, aux éditions À dos d'âne, à Paris. Enfin, il est l'auteur d'œuvres engagées, dont Mon ami Paco — récit graphique créé d'abord par Marion Dionnet, illustratrice — révélant la réalité des enfants migrants renvoyés en centres fermés.              

## Publications

### Romans
- La Cage aux cris, Éditions Luce Wilquin, 2001 - Prix Pages d'or
- De la terre et du vent, Éditions Luce Wilquin, 2002
- L’Eau claire de la lune, Éditions Luce Wilquin, 2003
- Le Marchand de parapluies, Éditions Luce Wilquin, 2004
- Les écrivains n’existent pas, Éditions Luce Wilquin, 2005
- If, Éditions Luce Wilquin, 2005
- Clandestins, Éditions Labor, 2006
- Monsieur l’ours, Éditions Luce Wilquin, 2006
- Comme sur des roulettes, Averbode, 2007
- La Petite École Sainte rouge, Éditions Luce Wilquin, 2007
- Tout le monde me manque, Éditions Luce Wilquin, 2008
- Les aigles ne tuent pas les mouches, Éditions Thierry Magnier, 2011
- Les Sept Meurtrières du visage, Éditions Luce Wilquin, 2013
- Le Mystère Curtiu, Éditions Luc Pire, 2013
- Elephant Island, Editions Belfond, 2016 - Prix Gauchez-Philippot
- Chroniques d'une échappée belle, Editions Maelstrom, 2018 - Prix Marcel Thiry

### Biographies
- Jacques Brel, vivre à mille temps, A dos d'âne, 2012Écrit avec Mathieu de Muizon.
- Charlie Chaplin, l'enchanteur du cinéma comique, A dos d'âne, 2013Écrit avec Pauline Sciot.
- Léo Ferré, de tendresse et de révolte, A dos d'âne, 2017Écrit avec Sophie Lecomte.

### Poésie
- Tango du nord de l'âme, Éditions M.E.O., 2012 - Prix Delaby-Mourmaux
- La timidité du monde, maelstrÖm reEvolution Bruxelles, 2012
- La colère est une saison, Tétras Lyre, 2015

## Récompenses et distinctions
Luc Baba remporte le prix Page d'Or en 2001 avec son premier roman, La Cage aux cris. Il reçoit également le prix Delaby-Mourmaux en 2014 pour Tango du nord de l'âme, et le prix Gauchez-Philippot en 2016 pour Elephant Island. 